# Corignac
Corignac és un municipi francès situat al departament del Charente Marítim i a la regió de la Nova Aquitània. L'any 2007 tenia 329 habitants.

## Demografia

### Població
El 2007 la població de fet de Corignac era de 329 persones. Hi havia 111 famílies de les quals 20 eren unipersonals (8 homes vivint sols i 12 dones vivint soles), 29 parelles sense fills, 58 parelles amb fills i 4 famílies monoparentals amb fills.
La població ha evolucionat segons el següent gràfic:
Habitants censats

### Habitatges
El 2007 hi havia 119 habitatges, 110 eren l'habitatge principal de la família, 5 eren segones residències i 4 estaven desocupats. Tots els 118 habitatges eren cases. Dels 110 habitatges principals, 96 estaven ocupats pels seus propietaris, 11 estaven llogats i ocupats pels llogaters i 3 estaven cedits a títol gratuït; 1 tenia una cambra, 1 en tenia dues, 11 en tenien tres, 39 en tenien quatre i 58 en tenien cinc o més. 82 habitatges disposaven pel capbaix d'una plaça de pàrquing. A 48 habitatges hi havia un automòbil i a 54 n'hi havia dos o més.

### Piràmide de població
La piràmide de població per edats i sexe el 2009 era:
| Homes | Edats   | Dones |
| ----- | ------- | ----- |
| 0     | 95 o +  | 0     |
| 0     | 90 a 94 | 0     |
| 2     | 85 a 89 | 3     |
| 1     | 80 a 84 | 1     |
| 3     | 75 a 79 | 5     |
| 8     | 70 a 74 | 8     |
| 7     | 65 a 69 | 6     |
| 3     | 60 a 64 | 5     |
| 7     | 55 a 59 | 6     |
| 11    | 50 a 54 | 11    |
| 13    | 45 a 49 | 13    |
| 13    | 40 a 44 | 8     |
| 6     | 35 a 39 | 6     |
| 8     | 30 a 34 | 9     |
| 10    | 25 a 29 | 9     |
| 7     | 20 a 24 | 3     |
| 9     | 15 a 19 | 6     |
| 9     | 10 a 14 | 11    |
| 8     | 5 a 9   | 9     |
| 8     | 0 a 4   | 9     |

## Economia
El 2007 la població en edat de treballar era de 204 persones, 134 eren actives i 70 eren inactives. De les 134 persones actives 121 estaven ocupades (73 homes i 48 dones) i 12 estaven aturades (3 homes i 9 dones). De les 70 persones inactives 15 estaven jubilades, 16 estaven estudiant i 39 estaven classificades com a «altres inactius».

### Ingressos
El 2009 a Corignac hi havia 119 unitats fiscals que integraven 336,5 persones, la mediana anual d'ingressos fiscals per persona era de 14.698 €.

### Activitats econòmiques
Dels 7 establiments que hi havia el 2007, 4 eren d'empreses de construcció i 3 d'empreses de comerç i reparació d'automòbils.
Dels 4 establiments de servei als particulars que hi havia el 2009, 2 eren paletes i 2 lampisteries.
L'únic establiment comercial que hi havia el 2009 era una botiga de menys de 120 m².
L'any 2000 a Corignac hi havia 4 explotacions agrícoles.

## Poblacions més properes
El següent diagrama mostra les poblacions més properes.